# Майес, Роб
Роб Майес (англ. Rob Mayes) — американский актер, музыкант и модель. Наиболее известен по одной из главных ролей в фильме ужасов 2012 года под названием «В финале Джон умрёт», он также сыграл Томми Нуттера в короткометражном сериале «В стиле Джейн».

## Ранняя жизнь
Майес стал музыкантом, благодаря его матери Дианы.
Он начал работать моделью, когда ему было пять лет. Его брат, Алекс, родился через десять лет после него.
После окончания университета в 2003 году, Майес посетил Дублинский университет в Лондоне и совершил поездку по Европе.
Он решил сделать военную карьеру и посещал Военно-морскую академию США. Он также был принят в Военную академию Соединенных Штатов и планировал стать солдатом SEAL, но отслужил примерно 18 месяцев.
После ухода из армии он сосредоточился на написании песен и выпустил семь треков для поп-альбома под названием Glimpses of Truth.

## Карьера
Спустя две недели после переезда в Нью-Йорк в 2007 году Майес был взят на роль в одном эпизоде сериала «Закон и порядок: Специальный корпус». В 2008 году он сыграл главную роль на MTV в мюзикле «Американский торговый центр».
Майес был приглашен на съёмки в «Детектив Раш», «Валентайн», «Кости» и «Средний» и сыграл главную роль в фильме 2010 года «Ледяные замки».
В 2012 году он снялся в роли Джона в фильме «В финале Джон умрёт», премьера которого состоялась на Кинофестивале «Сандэнс» в 2012 году.
В 2013 году он сыграл роль Томми Наттера в «В стиле Джейн» и эпизодические роли в таких телесериалах, как «Морская полиция: Спецотдел», «Болота» и «90210».
После повторяющейся роли в «Список клиентов», в 2013 году он изобразил Мэтью Блэквуда в фильме «Горящая синева», который был основан на одноименной пьесе 1992 года.
В 2014 году сыграл Троя Куинна в сериале «Легенды».

## Фильмография

### Фильмы
| Год  | Русское название      | Оригинальное название | Роль          |
| ---- | --------------------- | --------------------- | ------------- |
| 2010 | Ледяные замки         | Ice Castles           | Ник           |
| 2012 | Мелвин Смарти         | Melvin Smarty         | Килцлин       |
| 2012 | В финале Джон умрёт   | John Dies at the End  | Джон          |
| 2013 | Голубой огонь         | Burning Blue          | Мэтью Блэквуд |
| 2013 | Довольно слов         | Enough Said           | Официант      |
| 2015 | Эден                  | Eden                  | Маркус        |
| 2017 | Разные цветы          | Different Flowers     | Блэк          |
| 2017 | Тор: Рагнарёк         | Thor: Ragnarok        | Асгардианец   |
| 2018 | Глубокое синее море 2 | Deep Blue Sea 2       | Трент Слейтер |

### Телевидение
| Год     | Русское название                    | Оригинальное название             | Роль               | Примечания                           |
| ------- | ----------------------------------- | --------------------------------- | ------------------ | ------------------------------------ |
| 2007    | Закон и порядок: Специальный корпус | Law & Order: Special Victims Unit | Марк Шреффель      | Эпизод: Ответственный                |
| 2008    | Американский торговый центр         | The American Mall                 | Джоэй              | Телевизионный фильм                  |
| 2008    | Детектив Раш                        | Cold Case                         | Им Хорн 64-й       | Эпизод: Женщины в среду              |
| 2009    | Валентайн                           | Valentine                         | Мэтт Дезэнто       | Эпизод: Она ушла                     |
| 2009    | Принятие                            | Acceptance                        | Джастин Смейллиндж | Телевизионный фильм                  |
| 2009    | Кости                               | Bones                             | Трей Джонсон       | Эпизод: Прекрасный день по соседству |
| 2009    | Войны в женской общаге              | Sorority Wars                     | Кавалер            | Телевизионный фильм                  |
| 2010    | Медиум                              | Medium                            | Йоунд Фиреман      | Эпизод: Ущерб от дыма                |
| 2011    | Собаки-гончие                       | Hound Dogs                        | Цаш                | Телевизионный фильм                  |
| 2012    | Морская полиция: Спецотдел          | NCIS                              | Кайл Бакстер       | Эпизод: Психология                   |
| 2012    | В стиле Джейн                       | Jane by Design                    | Томми Наттер       | 5 эпизодов                           |
| 2012    | Болота                              | The Glades                        | Лукас Гарднер      | Эпизод: Остров                       |
| 2012    | 90210: Новое поколение              | 90210                             | Колин Белл         | 3 эпизода                            |
| 2012    | Золотое Рождество 3                 | A Golden Christmas 3              | Бобби Олден        | Телевизионный фильм                  |
| 2013    | Мечтающая мама                      | Meddling Mom                      | Бэн                | Телевизионный фильм                  |
| 2013    | Список клиентов                     | The Client List                   | Дерек Маллой       | 12 эпизодов                          |
| 2014    | Красавица и чудовище                | Beauty & the Beast                | Патрик Франко      | Эпизод: Предки                       |
| 2014    | Легенды                             | Legends                           | Трой Бьюкенен      | 2 эпизода                            |
| 2015–16 | Любовницы                           | Mistresses                        | Марк Никлби        | Главная роль                         |
| 2016–17 | Радиоволна                          | Frequency                         | Кайл Мосби         | 5 эпизодов                           |